# Autoridade monetária
A autoridade monetária é um ente que estabelece e executa normas  no sentido de controlar a quantidade de moeda em circulação ou os meios de pagamento, bem como as condições de crédito e de financiamento na economia. Tipicamente uma autoridade monetária é o Banco central de um país. No caso da Zona Euro a autoridade monetária é executada pelo Sistema Europeu de Bancos Centrais. Para os Estados Unidos da América é a Reserva Federal (FED).

## Angola
Em Angola, têm-se a seguinte autoridade monetária:
- Banco Nacional de Angola

## Brasil
No Brasil, têm-se as seguintes autoridades monetárias:
- Conselho Monetário Nacional
- Banco Central do Brasil
  - Ver também: Sistema financeiro do Brasil

## Moçambique
Em Moçambique, têm-se a seguinte autoridade monetária:
- Banco de Moçambique

## Portugal
Em Portugal, têm-se a seguinte autoridade monetária:
- Banco de Portugal